# Рока Сан Джовани
Ро̀ка Сан Джова̀ни (на италиански: Rocca San Giovanni) е село и община в Южна Италия, провинция Киети, регион Абруцо. Разположен е на 155 m надморска височина. Населението на общината е 2379 души (към 2010 г.).